# Finale della UEFA Champions League 2022-2023
La finale della 68ª edizione della Champions League si è disputata il 10 giugno 2023 allo stadio olimpico Atatürk di Istanbul tra gli inglesi del Manchester City e gli italiani dell'Inter. La finale si sarebbe dovuta giocare al Wembley Stadium di Londra ma, a causa dello spostamento della finale del 2020 per via della pandemia di COVID-19, le sedi già selezionate sono slittate all'anno successivo, comportando l'assegnazione della finale del 2023 all'Allianz Arena di Monaco di Baviera. Tuttavia, anche la finale del 2021 è stata spostata per via della pandemia di COVID-19 in Turchia e di conseguenza a Istanbul è stata assegnata la finale del 2023, mentre Monaco di Baviera ospiterà la finale del 2025.
La finale è stata vinta dal Manchester City con il risultato di 1-0, al primo successo nella competizione. Gli inglesi hanno ottenuto il diritto di giocare contro i vincitori della UEFA Europa League 2022-2023, gli spagnoli del Siviglia, nella Supercoppa UEFA 2023, e di partecipare alle edizioni 2023 e 2025 della Coppa del mondo per club FIFA. Con la vittoria della UEFA Champions League, il Manchester City ha centrato il treble, dopo i successi nella Premier League e nella FA Cup. La partita è stata anche il primo incontro in competizioni ufficiali e UEFA tra le due squadre.

## Le squadre
| Squadre         | Partecipazioni precedenti (il grassetto indica la vittoria) |
| --------------- | ----------------------------------------------------------- |
| Manchester City | 1 (2021)                                                    |
| Inter           | 5 (1964, 1965, 1967, 1972, 2010)                            |

## Antefatti
La finale del 2023 è il primo incontro in competizioni UEFA tra Manchester City e Inter. Questa è la seconda presenza in finale di UEFA Champions League per il Manchester City, dopo la finale del 2021 persa contro il Chelsea per 1-0 all'Estádio do Dragão di Porto. Josep Guardiola, alla sua quarta apparizione in finale con due vittorie in tre precedenti, potrebbe vincere la prima finale di UEFA Champions League dopo quella del 2011, quando alla guida del Barcellona vinse per 3-1 contro il Manchester Utd al Wembley Stadium di Londra. Per l'Inter è la sesta apparizione in finale della Coppa dei Campioni/UEFA Champions League, con tre vittorie e due sconfitte nelle precedenti occasioni: i successi sono arrivati nella finale del 1964, per 3-1 contro il Real Madrid al Prater Stadion di Vienna, in quella del 1965, per 1-0 contro il Benfica nello stadio casalingo di San Siro, e in quella del 2010, per 2-0 contro il Bayern Monaco all'Estadio Santiago Bernabéu di Madrid; le sconfitte sono arrivate invece nella finale del 1967, per 2-1 contro il Celtic all'Estádio Nacional di Oeiras e in quella del 1972, per 2-0 contro l'Ajax allo Stadion Feijenoord di Rotterdam. Simone Inzaghi è alla sua prima apparizione in finale.
Il Manchester City ha un bilancio di 6 vittorie, 6 pareggi e 4 sconfitte contro squadre italiane nelle competizioni UEFA, mentre l'Inter ha un bilancio di 16 vittorie, 4 pareggi e 14 sconfitte contro squadre inglesi.

## Sede
Questa sarà la seconda finale di UEFA Champions League che lo stadio ospiterà, dopo quella del 2005.

### Selezione della sede
Il 22 febbraio 2019 la UEFA ha indetto un bando libero per selezionare gli stadi che avrebbero ospitato le finali del 2022 e del 2023 della UEFA Champions League. Le federazioni hanno avuto tempo fino al 22 marzo 2019 per esprimere il loro interesse, e i fascicoli delle candidature dovevano essere presentati entro il 1º luglio 2019.
Sebbene la UEFA non abbia confermato i nomi delle federazioni che avevano presentato candidature, è stato riportato che la federazione calcistica tedesca avrebbe candidato l'Allianz Arena di Monaco di Baviera, qualora non fosse stata selezionata per la finale del 2021. Durante il Congresso di Lubiana (Slovenia), del 24 settembre 2019, sono state selezionate anche le sedi delle finali di UEFA Champions League del 2021 e del 2023: la finale del 2022 è ricaduta sull'Allianz Arena, mentre quella del 2023 sullo stadio di Wembley a Londra. Il 17 giugno 2020 il Comitato Esecutivo della UEFA ha annunciato, in conseguenza al rinvio con spostamento della sede della finale del 2020 a seguito della pandemia di COVID-19, lo slittamento di un anno di tutte le altre sedi già selezionate. Di conseguenza Monaco di Baviera avrebbe ospitato la finale del 2023. Successivamente anche la finale dell'anno seguente vide uno spostamento sempre per problemi legati alla pandemia: assegnata nel 2017 allo Stadio olimpico Atatürk di Istanbul, fu sostituita da Oporto a pochi giorni dall'evento stesso. Di conseguenza, la finale del 2023 fu riassegnata alla città turca, con Monaco di Baviera che ospiterà la finale del 2025.

## Il cammino verso la finale

### Manchester City

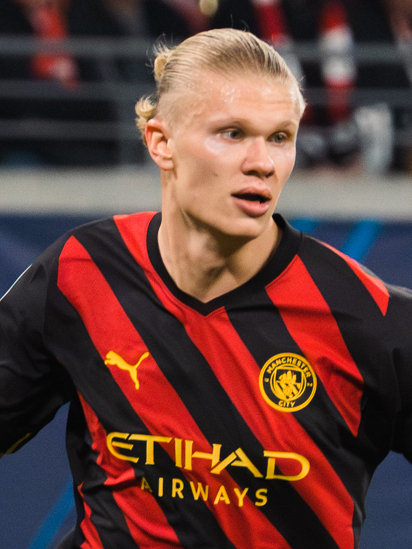
Erling Haaland, protagonista della stagione europea del Manchester City e miglior marcatore della competizione con 12 reti.

Il Manchester City di Josep Guardiola viene inserito nel gruppo G insieme a Borussia Dortmund, Siviglia e Copenaghen. Nell'incontro d'esordio, gli inglesi battono il Siviglia per 4-0 in trasferta, prima di imporsi in casa per 2-1 contro il Borussia Dortmund; nella doppia sfida contro il Copenaghen arrivano un 5-0 interno e un pareggio per 0-0 esterno. Il girone si chiude con un pareggio per 0-0 in trasferta contro i tedeschi e una vittoria per 3-1 in casa contro gli spagnoli, che determinano il primo posto in classifica con 14 punti conquistati, derivanti appunto da quattro vittorie e due pareggi. Agli ottavi di finale il Manchester City è sorteggiato con i tedeschi del RB Lipsia, eliminati con un risultato complessivo di 8-1 tra andata, pareggiata per 1-1 in trasferta, e ritorno, vinto per 7-0 in casa. Ai quarti di finale gli inglesi eliminano un'altra squadra tedesca, il Bayern Monaco, con un risultato complessivo di 4-1, determinato dalla vittoria interna per 3-0 e dal pareggio esterno per 1-1. Nelle semifinali il Manchester City affronta gli spagnoli del Real Madrid, campioni in carica, nella riedizione della semifinale dell'anno precedente: i Citizens eliminano gli spagnoli con un risultato complessivo di 5-1 tra andata e ritorno, pareggiando per 1-1 a Madrid e vincendo per 4-0 a Manchester. Per il Manchester City si tratta della seconda finale della propria storia, a distanza di due anni dalla prima giocata, e persa, nel 2021 contro il Chelsea.

### Inter

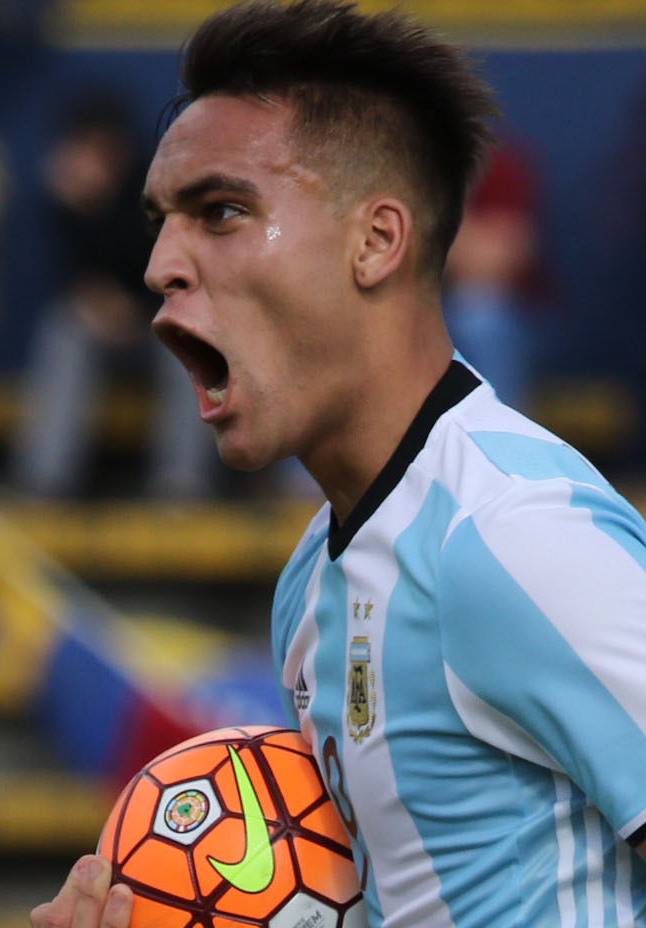
Lautaro Martínez, autore della rete decisiva nella semifinale di ritorno che ha permesso all'Inter di raggiungere la finale.

L'Inter di Simone Inzaghi viene inserita nel gruppo C insieme a Bayern Monaco, Barcellona e Viktoria Plzeň. Nella partita di debutto, gli italiani perdono per 2-0 in casa contro il Bayern Monaco, prima di battere in trasferta il Viktoria Plzeň con il risultato di 2-0; nella doppia sfida contro il Barcellona, arrivano una vittoria per 1-0 a Milano e un pareggio per 3-3 a Barcellona. Il girone si completa con una vittoria interna per 4-0 contro i cechi e una sconfitta ininfluente in casa dei tedeschi per 2-0, che sancisce il secondo posto in classifica con 10 punti conquistati, frutto appunto di tre vittorie, un pareggio e due sconfitte. Agli ottavi di finale l'Inter viene sorteggiata con i portoghesi del Porto, eliminati con un risultato complessivo di 1-0 tra andata e ritorno, determinato dal successo per 1-0 in casa e dal pareggio per 0-0 in trasferta. Ai quarti di finale gli italiani eliminano un'altra squadra portoghese, il Benfica, con un risultato complessivo di 5-3 tra andata, vinta in trasferta per 2-0, e ritorno, pareggiato in casa per 3-3. Nelle semifinali l'Inter elimina i concittadini del Milan (a venti anni di distanza dal precedente nelle semifinali della competizione) con un risultato complessivo di 3-0 fra andata e ritorno, determinato dal successo esterno per 2-0 e da quello interno per 1-0. I Nerazzurri raggiungono così la sesta finale della Coppa dei Campioni/UEFA Champions League della propria storia, a distanza di tredici anni dall'ultima disputata e vinta contro il Bayern Monaco.

### Tabella riassuntiva del percorso
Note: In ogni risultato sottostante, il punteggio della finalista è menzionato per primo. (C: Casa; T: Trasferta)
| Squadra           | Pt | G |
| ----------------- | -- | - |
| Manchester City   | 14 | 6 |
| Borussia Dortmund | 9  | 6 |
| Siviglia          | 5  | 6 |
| Copenaghen        | 3  | 6 |

| Squadra        | Pt | G |
| -------------- | -- | - |
| Bayern Monaco  | 18 | 6 |
| Inter          | 10 | 6 |
| Barcellona     | 7  | 6 |
| Viktoria Plzeň | 0  | 6 |

## Contesto
Allo stadio olimpico Atatürk di Istanbul va in scena la finale tra Manchester City, alla seconda apparizione nell'atto conclusivo della competizione dopo la finale persa nel 2021, e Inter, alla sesta finale dopo l'ultimo trionfo nel 2010. L'allenatore degli inglesi Guardiola schiera la squadra col 3-2-4-1: davanti al portiere Ederson, il terzetto di difensori centrali è composto da Aké, Dias e Akanji. In mediana Rodri è affiancato da Stones, mentre sulle fasce agiscono Grealish e Silva. Sulla trequarti sono disposti il capitano Gündoğan e De Bruyne alle spalle dell'unico centravanti Haaland. Il tecnico degli italiani Inzaghi opta invece per il 3-5-2: davanti a Onana, il trio di difensori centrali è formato da Acerbi, Bastoni e Darmian. In mediana il capitano Brozović è supportato da Barella e Çalhanoğlu, mentre sulle fasce vengono scelti Dumfries e Dimarco. In attacco le due punte sono Martínez e Džeko, con quest'ultimo preferito in partenza a Lukaku.

## La partita

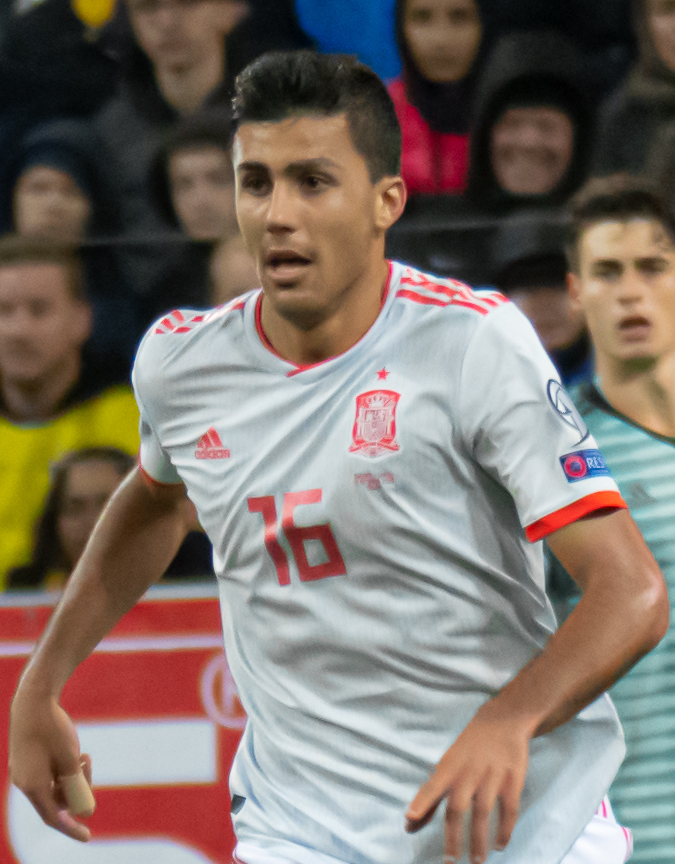
Rodri, autore del gol decisivo e premiato come MVP della finale.

Nel primo tempo il Manchester City esercita una forte pressione, ma l'Inter risponde bene con uno schieramento più avanzato del solito, tanto che gli inglesi pervengono al tiro solamente in due occasioni: la prima al 5' con un sinistro a giro di Silva, terminato fuori a fil di palo, e la seconda al 27' con un'incursione centrale di Haaland, capocannoniere della competizione, che, servito in verticale da De Bruyne, esalta i riflessi di Onana. Anche a causa dell'uscita per infortunio di De Bruyne, sostituito da Foden alla mezz'ora di gioco, la formazione di Guardiola fatica a trovare sbocchi offensivi pericolosi, coi nerazzurri che, pur risultando inoffensivi, attuano una salda gestione difensiva, chiudendo la prima parte del match a reti inviolate.
Il secondo tempo inizia sulla falsariga del primo, con gli italiani che sprecano tuttavia una grande occasione per portarsi in vantaggio al 57': un'incomprensione tra Silva e Akanji dà il pallone a Martínez che tira direttamente in porta da posizione defilata, trovando tuttavia l'opposizione di Ederson. Dieci minuti dopo, sono così i Citizens a trovare il gol del sorpasso: approfittando della prima sbavatura difensiva dei Nerazzurri, Akanji premia l'incursione centrale di Silva, che appoggia a sua volta in mezzo all'area e, complice una deviazione di Bastoni, trova l'accorrente Rodri, il quale insacca in rete con un preciso destro di prima intenzione, portando gli inglesi sull'1-0. L'Inter reagisce immediatamente, riversandosi in avanti, e dopo due minuti sfiora il pareggio con Dimarco che, servito da Dumfries, centra in pieno la traversa con un colpo di testa. Pochi minuti dopo, il Manchester City ha la possibilità di chiudere la partita col subentrato Foden, che dribbla Dimarco e porta palla fino in area avversaria, ma la sua conclusione viene bloccata da Onana. All'88', gli italiani hanno una grandissima occasione per riportare la gara in parità: Brozović lancia lungo per il subentrante Gosens, che di testa fa sponda centralmente verso l'altro subentrato Lukaku, il cui colpo di testa centra però Ederson a pochi centimetri dalla porta. Nell'ultimo minuto di recupero, il portiere dei Citizens si rivela nuovamente vitale per i suoi, deviando un colpo di testa di Gosens sugli sviluppi di un calcio d'angolo battuto da Dimarco. La gara si chiude dunque con la vittoria di misura dei mancuniani, che si aggiudicano il trofeo per la prima volta e diventano la seconda squadra inglese, dopo i rivali concittadini del Manchester Utd nel 1999, a centrare il treble classico. Con la sconfitta della squadra interista, i club italiani divennero gli unici in assoluto ad aver perso tre finali di competizioni confederali in una stessa stagione, includendo le sconfitte della Roma e Fiorentina rispettivamente in Europa League ed Europa Conference League.

## Tabellino

### Dettagli
La squadra "di casa" (ai fini amministrativi) è stata determinata da un sorteggio aggiuntivo effettuato dopo il sorteggio dei quarti di finale.
| Arbitro: | Szymon Marciniak |

|           |           |  |
| Rodri 68’ | Marcatori |  |

| Manchester City | Inter |

| P               | 31 | Ederson         | 90+4’ |     |
| D               | 25 | Manuel Akanji   |       |     |
| D               | 3  | Rúben Dias      |       |     |
| D               | 6  | Nathan Aké      |       |     |
| C               | 5  | John Stones     |       | 82’ |
| C               | 16 | Rodri           |       |     |
| C               | 20 | Bernardo Silva  |       |     |
| C               | 17 | Kevin De Bruyne |       | 36’ |
| C               | 8  | İlkay Gündoğan  |       |     |
| C               | 10 | Jack Grealish   |       |     |
| A               | 9  | Erling Haaland  | 90+2’ |     |
| A disposizione: |    |                 |       |     |
| P               | 18 | Stefan Ortega   |       |     |
| P               | 33 | Scott Carson    |       |     |
| D               | 2  | Kyle Walker     |       | 82’ |
| D               | 14 | Aymeric Laporte |       |     |
| D               | 21 | Sergio Gómez    |       |     |
| D               | 82 | Rico Lewis      |       |     |
| C               | 4  | Kalvin Phillips |       |     |
| C               | 32 | Máximo Perrone  |       |     |
| C               | 47 | Phil Foden      |       | 36’ |
| C               | 80 | Cole Palmer     |       |     |
| A               | 19 | Julián Álvarez  |       |     |
| A               | 26 | Riyad Mahrez    |       |     |
| Allenatore:     |    |                 |       |     |
| Pep Guardiola   |    |                 |       |     |

| P               | 24             | André Onana         | 90+2’ |     |
| D               | 36             | Matteo Darmian      |       | 84’ |
| D               | 15             | Francesco Acerbi    |       |     |
| D               | 95             | Alessandro Bastoni  |       | 76’ |
| C               | 2              | Denzel Dumfries     |       | 76’ |
| C               | 23             | Nicolò Barella      | 59’   |     |
| C               | 77             | Marcelo Brozović    |       |     |
| C               | 20             | Hakan Çalhanoğlu    |       | 84’ |
| C               | 32             | Federico Dimarco    |       |     |
| A               | 10             | Lautaro Martínez    |       |     |
| A               | 9              | Edin Džeko          |       | 57’ |
| A disposizione: |                |                     |       |     |
| P               | 1              | Samir Handanović    |       |     |
| P               | 21             | Alex Cordaz         |       |     |
| D               | 6              | Stefan de Vrij      |       |     |
| D               | 12             | Raoul Bellanova     |       | 76’ |
| D               | 33             | Danilo D'Ambrosio   |       | 84’ |
| D               | 37             | Milan Škriniar      |       |     |
| C               | 5              | Roberto Gagliardini |       |     |
| C               | 8              | Robin Gosens        |       | 76’ |
| C               | 14             | Kristjan Asllani    |       |     |
| C               | 22             | Henrikh Mkhitaryan  |       | 84’ |
| A               | 11             | Joaquín Correa      |       |     |
| A               | 90             | Romelu Lukaku       | 83’   | 57’ |
| Allenatore:     |                |                     |       |     |
| Simone Inzaghi  | Simone Inzaghi | Simone Inzaghi      | 90+6’ |     |

| Assistenti arbitrali: Paweł Sokolnicki (Polonia) Tomasz Listkiewicz (Polonia) Quarto ufficiale: István Kovács (Romania) Assistente di riserva: Vasile Marinescu (Romania) VAR: Tomasz Kwiatkowski (Polonia) Assistente al VAR: Bartosz Frankowski (Polonia) Supporto al VAR: Marco Fritz (Germania) | Regole dell'incontro - due tempi regolamentari da 45 minuti ciascuno; - due tempi supplementari da 15 minuti ciascuno in caso di parità; - tiri di rigore in caso di ulteriore parità; inizialmente cinque per squadra, e a oltranza fino a spareggio in caso di ulteriore parità; - numero massimo di 23 giocatori per squadra a referto (11 in campo e 12 come potenziali sostituti); - cinque sostituzioni permesse nei tempi regolamentari; una sesta permessa nei tempi supplementari. |

## Statistiche
| Statistiche       | Manchester City | Inter |
| ----------------- | --------------- | ----- |
| Reti segnate      | 0               | 0     |
| Tiri totali       | 4               | 4     |
| Tiri in porta     | 2               | 1     |
| Parate            | 1               | 2     |
| Possesso palla    | 61%             | 39%   |
| Calci d'angolo    | 0               | 1     |
| Falli commessi    | 4               | 8     |
| Fuorigioco        | 1               | 1     |
| Cartellini gialli | 0               | 0     |
| Cartellini rossi  | 0               | 0     |

| Statistiche       | Manchester City | Inter |
| ----------------- | --------------- | ----- |
| Reti segnate      | 1               | 0     |
| Tiri totali       | 3               | 10    |
| Tiri in porta     | 2               | 4     |
| Parate            | 4               | 1     |
| Possesso palla    | 54%             | 46%   |
| Calci d'angolo    | 2               | 3     |
| Falli commessi    | 7               | 9     |
| Fuorigioco        | 0               | 0     |
| Cartellini gialli | 2               | 4     |
| Cartellini rossi  | 0               | 0     |

| Statistiche       | Manchester City | Inter |
| ----------------- | --------------- | ----- |
| Reti segnate      | 1               | 0     |
| Tiri totali       | 7               | 14    |
| Tiri in porta     | 4               | 5     |
| Parate            | 5               | 3     |
| Possesso palla    | 57%             | 43%   |
| Calci d'angolo    | 2               | 4     |
| Falli commessi    | 11              | 17    |
| Fuorigioco        | 1               | 1     |
| Cartellini gialli | 2               | 4     |
| Cartellini rossi  | 0               | 0     |